# Sovětskaja Gavaň
Sovětskaja Gavaň (rusky Сове́тская Га́вань) je přístavní město v Chabarovském kraji v Rusku. Leží na západním břehu Tatarského průlivu, který odděluje Sachalin od pevniny a spojuje Ochotské moře na severu s Japonským mořem na jihu. Od krajského hlavního města Chabarovsku je Sovětskaja Gavaň vzdálena zhruba 640 kilometrů na východ. V roce 2013 žilo ve městě přes šestadvacet tisíc obyvatel.

## Doprava

### Námořní přístav Sovětskaja Gavaň
Od roku 1993 ve městě funguje námořní přístav, který v roce 2000 získal mezinárodní status a pro mezinárodní dopravu byl otevřen kontrolní bod přes státní hranice Ruské federace.
V roce 2019 bylo přepraveno přístavem 452,5 tis. tun nákladu, v roce 2020 to bylo 1000,5 tis tun nákladu, došlo tak k nárůstu o 83 % a poprvé v přístavu byla překročena překládka milion tun nákladu. Významným způsobem ke zvýšení obratu nákladu přispěly společnosti JSC NNK-Gavanbunker, LLC Nord +, LLC Bunker-Port, LLC Remstal a LLC Terminal Sovgavan.
Současná kapacita přístavu je 2 261 tis. tun ročně.
V roce 2021 byl zahájen plán projektu vybudování terminálu LPG v přístavišti.

### Železnice
Končí zde Bajkalsko-amurská magistrála, jejíž nejvýchodnější úsek sem vede z Komsomolsku na Amuru.